# Good as I Been to You
Good as I Been to You ist das 28. Studioalbum von Bob Dylan, das von ihm und Debbie Gold produziert wurde und 1992 bei Columbia Records erschienen ist.
Es handelt sich um Dylans erstes komplett akustisches Album seit dem 1964 veröffentlichten Werk Another Side of Bob Dylan. Der einzige Musiker ist demnach Dylan (Gesang, Gitarre und Mundharmonika).
Er veröffentlichte es nach dem Misserfolg Under the Red Sky. Good as I Been to You wurde von der Kritik warmherzig aufgenommen, wenn auch das nachfolgende, ebenfalls akustische World Gone Wrong enthusiastischer aufgenommen wurde.
Auf beiden Alben spielt Dylan ausschließlich Traditionals oder bekannte Standards der Folk- und Bluesmusik.

## Titelliste
Alle Songs sind Traditionals, die von Bob Dylan (sofern nichts anderes angegeben ist) arrangiert wurden.
1. Frankie & Albert (arr. von Mississippi John Hurt) – 3:50
2. Jim Jones (arr. von Mick Slocum) – 3:52
3. Blackjack Davey – 5:47
4. Canadee-i-o – 4:20
5. Sittin' on Top of the World – 4:27
6. Little Maggie – 2:52
7. Hard Times (Stephen Foster, arr. von De Dannan) – 4:31
8. Step It Up and Go – 2:54
9. Tomorrow Night (Sam Coslow and Will Grosz) – 3:42
10. Arthur McBride (arr. von Paul Brady) – 6:20
11. You're Gonna Quit Me – 2:46
12. Diamond Joe – 3:14
13. Froggie Went A-Courtin’ – 6:26